# Stop the Panic
 (février 2013).
Albums de Luke Vibert & BJ Cole
Tally Ho! Musipal
Stop the Panic est un album de musique électronique de Luke Vibert & BJ Cole, sorti en 2000 sur le label Astralwerks.

## Titres
| 1.    | Intro                      | 0:54 |
| 2.    | Swing Lite - Alright       | 3:29 |
| 3.    | Dischordzilla              | 4:26 |
| 4.    | Start the Panic            | 4:44 |
| 5.    | Hipalong Hop               | 4:23 |
| 6.    | Fly Hawaii                 | 4:52 |
| 7.    | This Stuff is Fresh        | 6:03 |
| 8.    | Cheng Phooey               | 8:27 |
| 9.    | Baby Steps                 | 6:55 |
| 10.   | Party Animal               | 4:00 |
| 11.   | Nice Cave                  | 3:52 |
| 12.   | Watery Glass Planet (Pt.3) | 6:27 |
| 13.   | Songs of the Night Life    | 3:56 |
| 59:34 |                            |      |